# Михайличенко, Евгений Павлович
Евгений Павлович Михайличенко (род. 13 февраля 1979 года) — российский прыгун с шестом и тренер по лёгкой атлетике. Трёхкратный призёр чемпионатов России в помещении. Мастер спорта России международного класса.

## Биография
Евгений Павлович Михайличенко родился 13 февлаля 1979 года. Тренировался под руководством Евгения Георгиевича Бондаренко и Анатолия Фёдоровича Чернобая. Выступал за Профсоюзы. Победитель и призёр ряда международных и российских турниров.
В настоящее время работает тренером по лёгкой атлетике в МБОУ ДОД ДЮСШ № 1 им. С. Т. Шевченко в Славянске-на-Кубани и центре олимпийской подготовки по лёгкой атлетике Краснодарского края.

## Основные результаты

### Международные
| Год  | Соревнования                 | Место проведения | Место  | Результат |
| ---- | ---------------------------- | ---------------- | ------ | --------- |
| 1998 | Чемпионат мира среди юниоров | Анси, Франция    | 11     | 5,00 м    |
| 2002 | Чемпионат Европы в помещении | Вена, Австрия    | 10 (q) | 5,55 м    |

### Национальные
| Год  | Соревнования                 | Место проведения | Место | Результат |
| ---- | ---------------------------- | ---------------- | ----- | --------- |
| 2002 | Чемпионат России в помещении | Волгоград        | 2     | 5,60 м    |
| 2004 | Чемпионат России в помещении | Москва           | 3     | 5,65 м    |
| 2005 | Чемпионат России в помещении | Волгоград        | 2     | 5,50 м    |
| 2005 | Чемпионат России             | Тула             | 6     | 5,40 м    |
| 2006 | Чемпионат России в помещении | Москва           | 8     | 5,30 м    |
| 2006 | Чемпионат России             | Тула             | 4     | 5,50 м    |
| 2009 | Чемпионат России в помещении | Москва           | 15    | 5,30 м    |